# Juscelino Kubitschek
Juscelino Kubitschek de Oliveira (Diamantina, Minas Gerais, 12 de septiembre de 1902-Resende, Río de Janeiro, 22 de agosto de 1976) fue un médico y político brasileño, presidente de Brasil entre 1956 y 1961. También se desempeñó en los cargos de alcalde de Belo Horizonte (1940-1945), gobernador de Minas Gerais (1951-1955) y en numerosas ocasiones ejerció cargos legislativos. Durante su presidencia se incrementó la industrialización del país, que derivó en un aumento desmesurado de la inflación, se emprendieron numerosas obras públicas, tales como la expansión de la red vial para unir los estados brasileños. Sin embargo, el proyecto más reconocido de su gestión fue la construcción de la nueva capital, Brasilia (con el objetivo de poblar el interior del país), fue merecedor de diversas críticas. Su mandato también es destacado por la legalidad y paz política que alcanzó durante su gestión, cuando Brasil venía de un difícil marco político. En cuanto a política exterior buscó un acercamiento con los Estados Unidos. Fue el primer diputado gitano en Brasil, y es el único presidente de aquella etnia en el mundo.
El gobierno de JK, como también era conocido, es frecuentemente comparado con la gestión de su par argentino Arturo Frondizi (presidente de Argentina entre 1958-1962), por la tendencia desarrollista de ambos políticos, además también porque tenían algunas políticas en común: ambos atrajeron con éxito a los capitales externos y radicaron fábricas en sus países, buscaban el desarrollo por medio de la industrialización y no se centraban en el liberalismo ni en el estatismo sino en que el estado cuidara las cuentas públicas, pero tampoco creían en la infalibilidad del mercado. Sin embargo, si bien durante ambos periodos de gobierno se practicó una planificación por parte del estado, el mismo nunca tendría que asumir roles como manejar importantes empresas u operar fábricas. Cabe destacar que este tipo de políticas fue usado en varios países sudamericanos.
Es considerado uno de los dirigentes más admirados del panorama político de Brasil, apareciendo, junto con Getúlio Vargas dentro de diversas encuestas como uno de los presidentes más preferidos por los brasileños. Uno de sus oponentes José Sarney, recordó a Kubitschek como "lo mejor que Brasil ha tenido, por sus habilidades políticas, por sus logros y su respeto a las instituciones democráticas". En 2001 Kubitschek fue nombrado el Brasileiro do século XX (en portugués: el brasileño del siglo XX) en una elección que fue publicada por la revista Isto É.
Murió en un accidente de tránsito el 22 de agosto de 1976 en Resende.

## Biografía
Juscelino Kubitschek de Oliveira nació en Diamantina, ciudad ubicada en el estado de Minas Gerais, en el seno de una familia muy pobre. Su padre João César de Oliveira (1872-1905), era un comerciante viajero, murió cuando Kubitschek tenía apenas dos años, aunque no llegó a conocer a su padre, siempre existió una similitud en la personalidad de ambos. Fue criado por su madre Júlia Kubitschek, maestra de origen checo, su sueldo era el único ingreso económico que había en el hogar. El apellido lo heredó de su abuelo materno checo, Jan Kubiček, nacido en la localidad de Trebon en el sur de Bohemia, una de las regiones que componen la República Checa. Trabajó desde los ocho años en la entrega de mercancías a hogares, tuvo su primer par de zapatos recién a los doce años. Juscelino tuvo dos hermanas, Eufrosina que solo vivió dos meses y Maria da Conceição (1901-1966). Mediante una petición que realizó su madre ante los Padres Paúles, pudo ingresar en 1914 al seminario diocesano de los Padres Paúles (a cargo de sacerdotes vicentinos). Juscelino habló con los sacerdotes y dejó en claro que no tenía ninguna vocación eclesiástica, poco antes de terminar sus estudios en el seminario a los 15 años de edad.

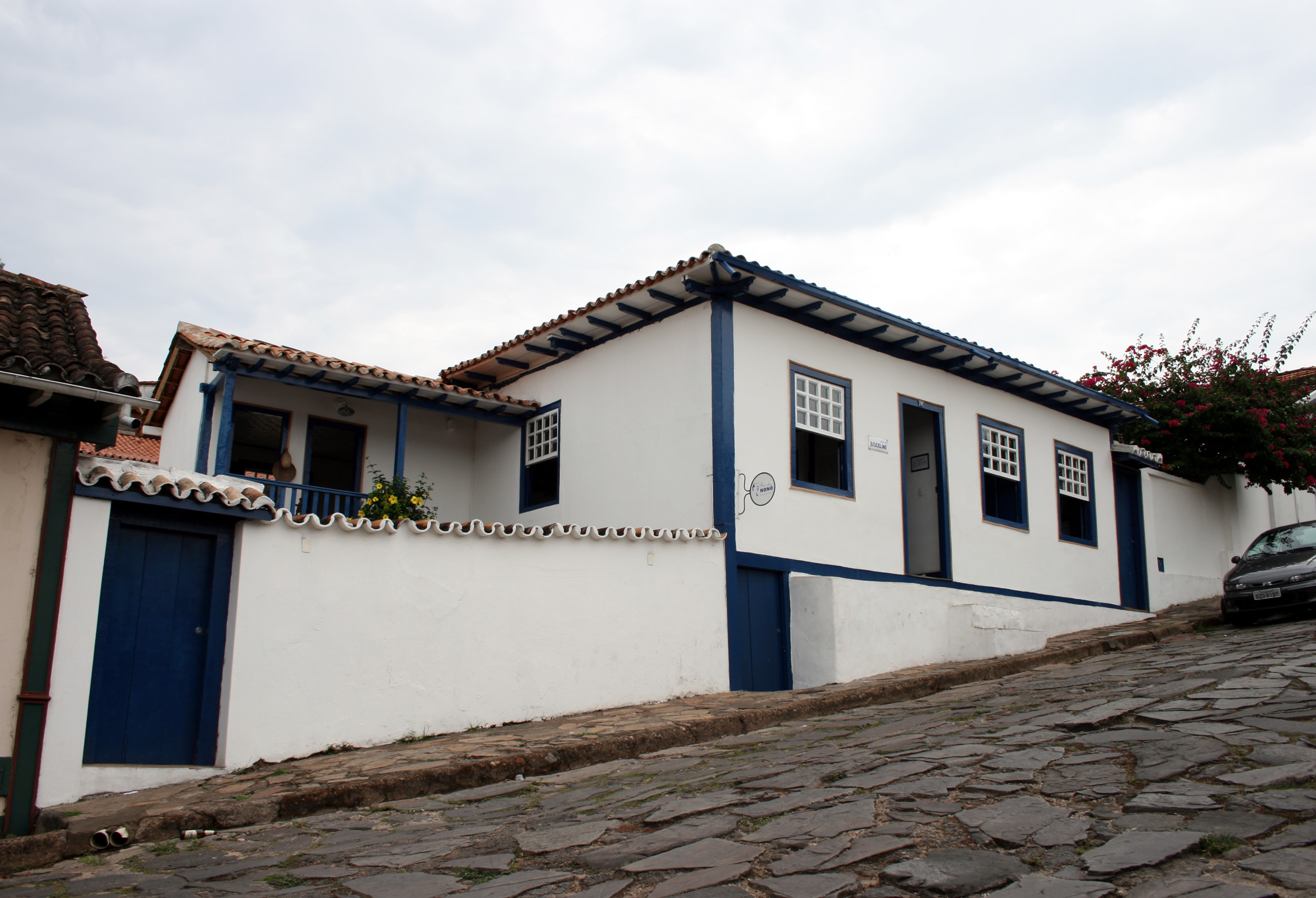
Casa en la que Juscelino Kubitschek pasó su infancia.

A Kubitschek le gustaba el fútbol y tenía simpatía por el club América Mineiro, donde se desempeñó como jugador amateur, y siempre que podía, seguía los juegos del equipo. También fue amante de las serenatas. En diciembre de 1921 Kubitschek completó todos los exámenes necesarios para conseguir el diploma de la escuela secundaria, y al año siguiente ingresó a la Universidad Federal de Minas Gerais, Belo Horizonte, licenciándose en medicina en el año 1927, en la misma clase de Pedro Nava y Pedro Salles, tres años antes de Guimarães Rosa y cuatro antes de Oswaldo Costa. Kubitschek con muy pocos recursos tuvo que cubrir sus gastos para su facultad, los primeros viajes fueron solventados gracias a dinero prestado de amigos y a la venta de una joya familiar. Para sostenerse económicamente durante todo el curso consiguió en 1921 un trabajo de ayudante de telégrafo. Con diecinueve años de edad su rutina era estresante, estudiaba mañana y tarde en la universidad, trabajaba a la mañana hasta las 8:00 en el telégrafo y solo llegaba a dormir pocas horas. Pero eso no bastó, y tuvo que endeudarse para terminar sus estudios. Sin embargo recibió bastante dinero luego de graduarse. Después de graduarse siguió instruyéndose en el área de urología, estudiando en Europa, específicamente en París (fue alumno del doctor Maurice Chevassu), también se educó en Viena y Berlín. A su regreso a Brasil, en octubre de 1930, abrió su propio consultorio. En 1934 fue escogido como Jefe de Gabinete del entonces interventor federal de Minas Gerais, Benedito Valadares, que se reunió con él en la campaña de Mantiqueira, cuando las tropas revolucionarias lucharon en São Paulo.

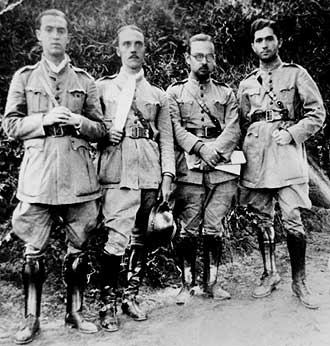
Juscelino Kubitschek (primero a la izquierda) médico del Batallón de las Fuerzas Armadas en Zona do Túnel da Mantiqueira, en el sur de Minas Gerais, durante la Revolución Constitucional. La foto data de 1932.

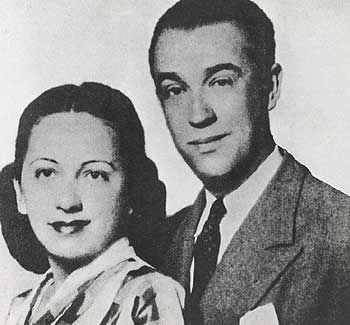
Juscelino Kubitschek con su esposa Sarah Gomes de Lemos.

Se casó con Sarah Gomes de Lemos en diciembre de 1931, su madre la había conocido en el baile de graduación, era hija de Luísa Negrão y Jaime Gomes de Souza Lemos, exsenador mineiro. En ese mismo año se unió al cuerpo médico del Hospital Militar de las Fuerzas Armadas del Estado de Minas Gerais. En 1932 fue invitado por el secretario de Interior, Gustavo Capanema, a ingresar al cuerpo médico de las Fuerzas Armadas de Minas Gerais, durante los conflictos armados en el gobierno de Getúlio Vargas. Ese año recibió un bisturí de oro, como distinción por los servicios prestados durante los enfrentamientos. En la Policía Militar él era un cirujano especialista en urología, teniendo prestigio en el Hospital Cochin en París, como un urólogo líder en el mundo. Durante la revolución constitucional del 9 de julio de 1932, como médico, sirvió en las tropas que lucharon contra la minería a las tropas de São Paulo. Kubitschek sirve en el famoso "túnel de la Mantiqueira" como cirujano de la policía militar, a raíz de su profesor en la universidad, Octaviano de Almeida que había construido un hospital en vagones de tren. Allí operó la herida de bala en el cráneo de un soldado que sobrevivió sin secuelas.

## Carrera política

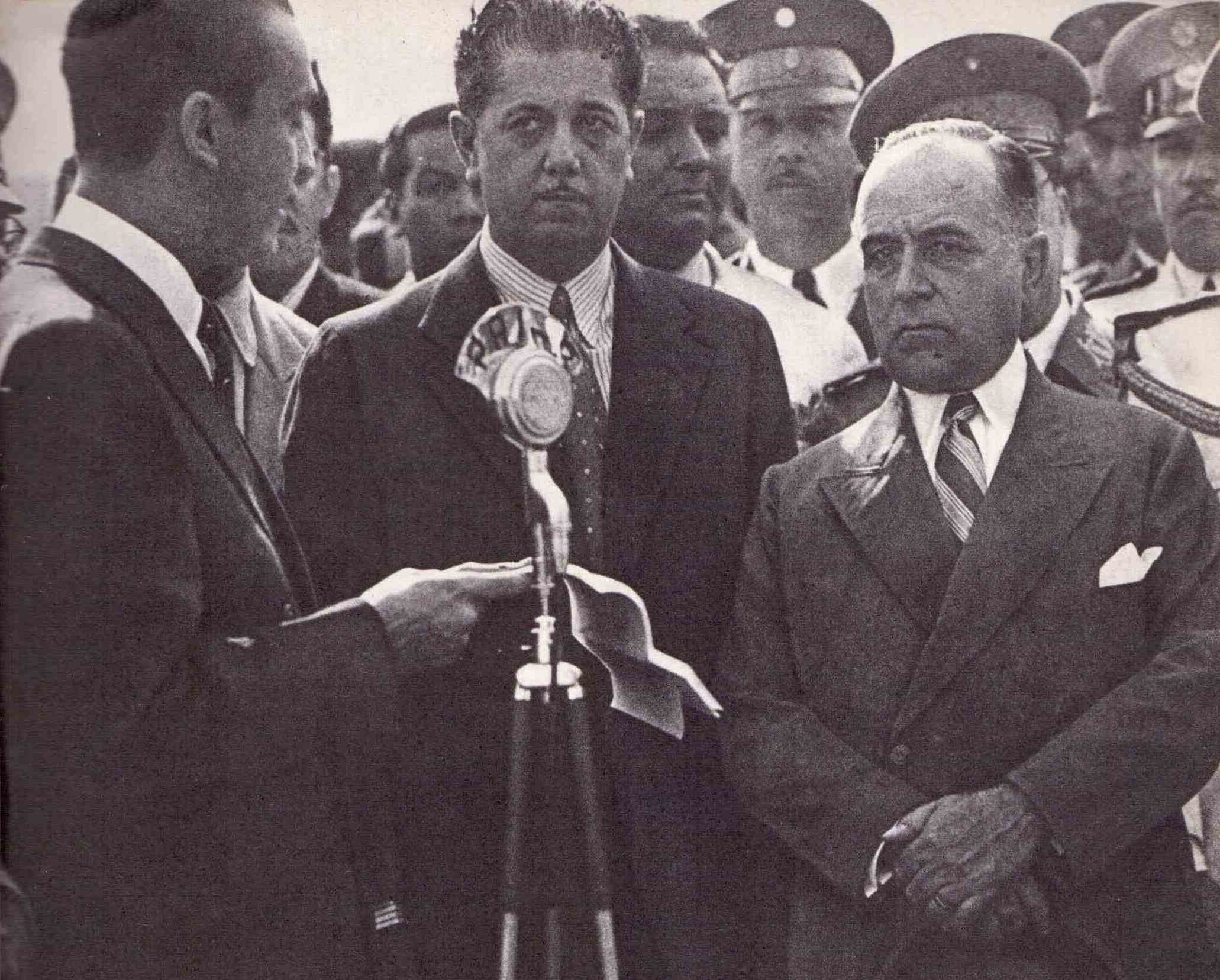
Juscelino Kubitschek hablando con Benedito Valadares y el presidente Getúlio Vargas, durante la inauguración de la Avenida de Contorno, en Belo Horizonte, la foto data de 1940.

El contacto permanente entre Kubitschek y el público, produjo un gran crecimiento en la popularidad del dirigente. Por ello, en las elecciones de octubre de 1934, el Partido Progresista (PP) lo presentó como candidato a Diputado, ganando con una amplia mayoría de votos, ingresando así por primera vez a la Cámara de Diputados de Brasil. Tomó posesión del cargo en el año 1935, pero solo ejerció por dos años, ya que el Estado Novo (aplicado el 10 de noviembre de 1937) disolvió los mandatos legislativos. Kubitschek decidió volver a su clínica y no ser partícipe de aquel complicado marco político.
Alcalde de Belo Horizonte
En 1940 Benedito Valadares lo llamó a su oficina para preguntarle si deseaba ser alcalde (prefeito) de Belo Horizonte, éste aceptó para ser oposición a Getúlio Vargas; sin embargo, no deseó dejar de ejercer la medicina. Allí fue donde proyectó la idea de crear el lago artificial Pampulha, para el suministro de agua a la ciudad, y también un complejo arquitectónico, con varios edificios proyectados por el famoso arquitecto Oscar Niemeyer.
Durante su gestión se construyó el Museo de Belo Horizonte y el Instituto de Bellas Artes, también se inició la creación del Teatro Municipal, fomentándose así la cultura y llevando a los jóvenes a adentrarse en las artes. Se emprendieron numerosas obras públicas, algunas destinadas al embellecimiento de Belo Horizonte, mientras que otras estaban destinadas a construir nuevas carreteras, o reparar las existentes. Con respecto a las obras viales, se pavimentó la Avenida Afonso Pena (arteria principal de la ciudad) y se alargo la Avenida Amazonas, también se construyeron terraplenes y puentes. Para el saneamiento de la ciudad se instalaron las cañerías para el agua potable y mando a construir el Hospital Municipal, se instaló el teléfono y se llevó electricidad por vía subterránea. Para la clase baja, mando a construir viviendas, además de desarrollar organizaciones de asistencia laboral para los trabajadores, con médicos gratuitos y alimentos de bajo costo. Durante ese cargo recibió el apodo de prefeito furacão (es: alcalde huracán) por sus grandes y rápidos cambios.
Diputado federal
Durante las elecciones del 2 de diciembre de 1945, resultó elegido diputado federal por el Partido Social Democrático (PSD). Eurico Gaspar Dutra fue escogido como nuevo presidente, mientras que Getúlio Vargas fue nombrado senador. En aquellas elecciones también resultaron elegidos para el cargo de diputado Tancredo Neves, José María Alkimin, Gustavo Capanema y Benedito Valadares.
Gobernador de Minas Gerais
Luego de su labor legislativa, en las elecciones del 3 de octubre de 1950, fue elegido gobernador de Minas Gerais por el PSD, venciendo a Gabriel Passos del UDN. Mientras que Getúlio Vargas resultó elegido presidente mediante el voto directo. El binomio JK de "energía de transporte" y los logros obtenidos en Belo Horizonte fueron la publicidad empleada para su campaña. El lema hacia referencia a que en Belo Horizonte se había logrado triplicar la producción de energía y se habían construido muchos kilómetros de carreteras. El 31 de enero de 1951 comenzó con la tarea gubernamental del estado. Antes de haber ganado las elecciones, Kubitschek investigó cuales eran las necesidades básicas del estado brasileño. Encontró que existía un centro industrial en una región llamada Juiz de Fora, el cual no tenía pavimentos ni energía para abastecer la industria. Para ello fue necesario incrementar la energía, en ese momento de 205 000 a 600 000 de kW y construir 3 087 km de carreteras y 251 puentes, tareas que fueron realizadas. Se creó la CEMIG (Centrales Eléctricas de Minas Gerais).
El aumento de la energía produjo el crecimiento de la industria. La metalúrgica alemana Mannesmann se instaló en el Estado. También se produjo un avance en la educación, cuando llegó Kubitschek, 680 000 alumnos asistían a la escuela primaria, al final de su mandato como gobernador, la cifra se fue a 1 100 000 de estudiantes. Unas 140 escuelas fueron construidas, de las cuales dos eran de medicina. Se emprendió la construcción de la Biblioteca Municipal de Belo Horizonte.

## Presidencia (1956-1961)

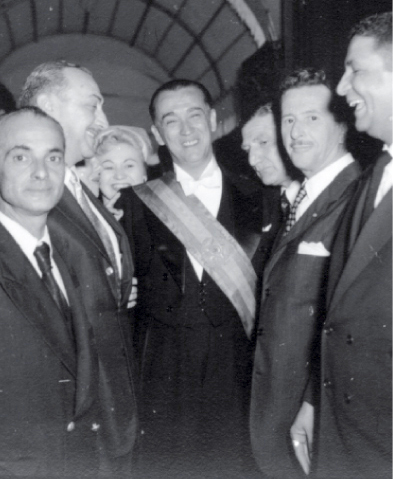
Juscelino Kubitschek con la banda de presidente.

En las elecciones celebradas el 3 de octubre de 1955, Juscelino Kubitschek fue elegido con el 36 %, unos 3 077 411 votos, en un segundo lugar quedó el militar Juárez Távora con el 30 % (UDN), seguido del 26 % de Ademar de Barros (PSP). En aquella época las elecciones se encontraban divididas, se votaba por un lado el presidente y por el otro al vicepresidente. Sin embargo João Goulart, o "Jango" del Partido Laborista Brasileño (PTB) ganó las elecciones de vicepresidente, así estuvo junto a Kubitschek, su compañero de fórmula para gobernar el país. Al asumir, existió un complot entre una fracción del ejército y la oposición para derrocar al gobierno. Sin embargo, la otra parte del ejército se puso a favor del nuevo presidente, disolviendo cualquier posibilidad de golpe de Estado.
El lema que lo había llevado a al presidencia que prometía "50 años de progreso en 5 años de gobierno", fue notablemente cumplido, a través del "Plan de Desarrollo Nacional", también conocido como el "Plano de metas" creó un gran desarrollo basado en obras públicas: plantas hidroeléctricas y carreteras fueron inauguradas (como ejemplo, la ruta desde Belém hacia Brasilia); inversiones extranjeras implantaron las industrias automovilística, la de repuestos y la de electrodomésticos; con eso creció la oferta de empleos mientras el nuevo régimen buscaba la sustitución de importaciones. Los salarios reales aumentaron, dando mayor importancia a una creciente clase media brasilera en los grandes centros urbanos; de hecho el desarrollismo de Kubitschek tenían inspiración parcial en las políticas de Getúlio Vargas pero eliminando gran parte de su populismo. Pese a esto, siempre mantuvo enfrentamientos con sus opositores de derecha, destacando entre ellos el periodista Carlos Lacerda. Una de las principales metas fue la construcción de la nueva capital Brasilia, y la implementación del distrito Federal, que marcó el traslado de la capital de Río de Janeiro a Brasilia el 21 de abril de 1960. Su periodo también estuvo reflejado por los cambios sociales y culturales, como los festivales musicales y la moda bossa nova. Entre otras cosas, su gobierno estuvo marcado por la calma política.
- El Plan de Metas: consistía en un plan con treinta y un puntos, planeamiento de inversiones públicas en salud, educación, etc.
- La creación de la Sudene (Superintendencia para el Desarrollo de la región noreste brasileña).
- En la política externa, la proposición de la Operación Panamericana (una suerte de "Plan Marshall" para el desarrollo de los países pobres del continente).

En su gabinete se destacaron Sebastião Pais de Almeida (Hacienda), Henrique Teixeira Lott (Ejército), Francisco de Assis Correia de Melo (Aeronáutica) y Horácio Lafer (Relaciones Exteriores).

### Plan de Metas
En su período presidencial, el presidente Kubitschek lanzó el Plan Nacional de Desarrollo, también conocido como Plan de Metas, que fue el famoso lema "Cincuenta años en cinco", ya antes mencionado.
El plan tenía treinta y un objetivos divididos en cinco grupos: energía, transporte, alimentación, industria básica, educación, y el objetivo principal o meta-síntesis: Brasilia. El Plan de Metas destinadas a fomentar la diversificación y el crecimiento de la economía brasileña, sobre la base de la expansión industrial y la integración de los pueblos de todas las regiones de Brasil a través de la nueva capital situada en el centro del territorio brasileño, la región central de Brasil.
La estrategia del Plan de Metas fue corregir los "cuellos de botella" de la economía brasileña, en términos modernos "reducir el costo Brasil", que podrían detener el crecimiento económico brasileño (por falta de caminos y electricidad), además reducir la dependencia de las importaciones en el proceso llamado "sustitución de importaciones", como el Brasil estaba sufriendo de una crónica falta de divisas (dólares de Estados Unidos).

### Política económica
Si bien el proyecto era desarrollar la industria nacional, fue a través del "Plan de Goal", lanzado en 1956, que había una mayor apertura de la economía nacional para el capital. Las inversiones extranjeras en industrias clave quedaron exentas de todo impuesto, las importaciones de máquinas y equipos industriales, así como el capital extranjero fueron fuertemente favorecidos con la nulidad de tarifas fiscales aplicables a ellas. Sin embargo, la exención se haría solo si el capital extranjero se asoció con capital local ("capital asociadas"). Para ampliar el mercado interior, ofreció una política crediticia generosa.[cita requerida]

Inauguración de la Fábrica de General Motors en São José dos Campos (SP) por el presidente Juscelino Kubitschek, 1959.

Kubitschek promovió el despegue y consolidación de la industria automovilística brasileña, con la llegada de las plantas de las primeras factorías de automóviles como General Motors do Brasil. Así mismo, promovió la industria de la construcción naval, la expansión de la industria pesada, la construcción de plantas siderúrgicas y grandes centrales hidroeléctricas, como la Usina Hidrelétrica de Três Marias en São João da Barra. La construcción de Furnas se inició en 1957 y se completó en 1963. Furnas formó uno de los mayores lagos artificiales del mundo que rodea a 34 ciudades y, lo que se conoce como "Mar de Minas Gerais". En energía eléctrica se alcanzó una tasa del 96 %, en la producción de petróleo crudo 75,5 %, y un 71 % para el refinado. Estas políticas energéticas respondieron al boicot de servicios de abastecimiento de energía.
Se llegaron a construir 20 000 kilómetros de carreteras pavimentadas y se pavimentaron unos 5 600 kilómetros de carreteras existentes, así literalmente, se allanó el camino para el aumento de la producción en la industria automotriz nacional. Implementado la industria de la construcción naval, creció la producción de petróleo desde 6 800 hasta 100 000 barriles diarios. Construyó la Refinería Duque de Caxias, el aumento de la capacidad total instalada de 3 000 000 de kilovatios en 1954 a 4 700 000, al cabo de cinco años mostró su afán de expandir la autosuficiencia energética en Brasil. Se creó la Comisión Nacional de Energía Nuclear. Kubitschek también promovería y vería la finalización de la construcción de varias de las carreteras trans-regionales. El 15 de diciembre de 1959, bajo la presidencia de Kubitschek se creó la Superintendência do Desenvolvimento do Nordeste (es: Superintendencia de Desarrollo del Nordeste - SUDENE), para integrar la región al mercado nacional. Durante los cinco años del gobierno de Kubitschek, el producto interno bruto (PIB) creció a un promedio anual de 7 % desde el 5,2 % en el período 1945 a 1955. El crecimiento del PIB industrial fue mayor aún: un 10,7 % por año en promedio. La producción industrial creció en general: En un 80 %, la de acero, 100 %, ingeniería mecánica el 125 %, la electricidad y las comunicaciones el 300 %, y el sector del transporte fue del 600 %. Sin embargo la inflación media anual crecía al 24,7 %.
La economía se encontraba en pleno auge, pero dicho auge tendría su costo. Sus opositores alegaron que él había traído "cincuenta años de la inflación en cinco años". Al igual que muchas otras monedas de Suramérica, el Cruzeiro fue devaluado en varias ocasiones. El país también fue más allá al tratar de pagar la deuda externa para varios proyectos, aunque tales deudas eran muy pequeñas en comparación con el tremendo aumento de la deuda externa durante la dictadura militar (1964-1985). Al final de su mandato, la deuda externa había crecido 1 500 000 de dólares más, llegando a 3,8 mil millones de dólares en el conjunto. La desigualdad de la inflación y la riqueza también habían crecido, con la incidencia de que una huelga en la zona rural se extendió a las zonas urbanas. Sin embargo, el salario mínimo a partir de entonces sigue siendo considerado el más grande de cualquier momento de la historia del Brasil.
El gobierno de Juscelino Kubitschek usa como su plataforma de mandato la de los planes nacionales de desarrollo. Bajo el nombre de "Plano de Metas", que fuese puesto en marcha en 1956, se permitió la apertura de la economía brasileña al capital extranjero. Quedaban exentos de impuestos de importación las maquinarias y equipos, así como se permitía la entrada del capital extranjero en inversiones de riesgo. Para ampliar el mercado interno, el plan ofrecía una generosa política de créditos al consumo.
Entre 1959 y 1960, hubo una crisis en los trabajos de la construcción de Brasilia. El dinero se había terminado y Kubitschek entendió que el gobierno no podría terminar sin la construcción de la nueva capital. Entonces el presidente decidió optar por romper con el FMI en 1959, ya que había propuesto reformas económicas que no seguían su modelo de gobierno, y, por tanto, tenía que actuar de manera diferente para alcanzar la capital Brasilia hasta el final. Kubitschek emitió bonos del gobierno y coordinó las comisiones rogatorias. Estas consisten en acciones negociadas en la bolsa de valores para lograr capital a corto plazo. El gobierno vendía dichos títulos valores con un descuento, es decir, un precio inferior al valor de mercado que podrían ser recuperados más tarde en un período de cinco años. Así, Kubitschek obtuvo dinero para completar la construcción de Brasilia. Sin embargo, esta política fue acusada de hacer descarrilar al gobierno, mediante el aumento de la deuda federal. Así mismo, las denuncias de corrupción se fueron incrementando durante el periodo de construcción de Brasilia. Las quejas venían por sobrecostos por parte de los contratistas relacionados con las obras adelantadas para la nueva capital.
Se compró en 1956 para la Armada de Brasil, el primer portaaviones en Suramérica, el  NAeL Minas Gerais (A-11).
Junto con las vías de y hacia Brasilia, la construcción de las vías centrales ayudaron a la colonización y el desarrollo de las zonas centrales de la Amazonía de Brasil. La BR-153 (ex-BR-14), también conocida como la carretera "Belém-Brasilia" fue el eje de dicha colonización. Otros proyectos de carreteras que conectan a las regiones importantes de Brasil que fueron realizados por Kubitschek fueron:
- La carretera nacional Régis Bittencourt (BR edad-2), que une el sureste de Brasil, al sur de Brasil, se inauguró a principios de 1961.

- Fernão Dias carretera que conecta São Paulo a Belo Horizonte, la labor fue iniciada por Getulio Vargas, inaugurado por el presidente en 1960 y terminado en 1961.

- BR-364 que une a Cuiabá-Porto Velho y Rio Branco. Originalmente era una vía sin asfaltar que fuera pavimentada en 1983. La BR-364 fue la primera carretera que conectaba al centro oeste de Brasil, es decir los estados de Rondonia y Acre. La BR-364 permitió la colonización y habitación del estado de Rondonia, que pasó de 70 000 000 de habitantes en 1960 a 500 000 en 1980.

Con respecto a las carreteras, es muy frecuente una crítica que se le hace a Juscelino Kubitschek, es el hecho de que él le había dado prioridad a las carreteras en lugar de los ferrocarriles, debido a la implementación de la industria automotriz en Brasil, que habría causado pérdidas económicas por el incremento de las importaciones de productos derivados del petróleo (combustibles y gasóleo además de aceites lubricantes), y también causó el aislamiento y la decadencia de algunas ciudades. Kubitschek logró sin embargo, con la inauguración de la refinería de Duque de Caixas, en 1961, el autoabastecimiento de petróleo y sus derivados, gracias al aumento en la producción de la empresa estatal de petróleos, Petrobras. A partir de entonces, ya solo se importaría (y en bajas cantidades) la materia prima. La producción de derivados del petróleo en las refinerías brasileñas se incrementó exponencialmente.

### Política exterior
A nivel internacional, Kubitschek buscaba estrechar las relaciones entre Brasil y los Estados Unidos, conscientes de que esto ayudaría en la aplicación de su política económica, industrial y la conservación de la democracia brasileña.
Formulada la Operación Panamericana, iniciativa diplomática estadounidense en solicitar el apoyo de Estados Unidos para el desarrollo de América del Sur, como una manera de evitar que el continente americano fuera ganada por el comunismo.

### Estabilidad política y democracia
Su gobierno se caracterizó por una época de estabilidad política y mantenimiento del régimen democrático. Kubitschek utilizó su extraordinaria capacidad política para reconciliar a la sociedad brasileña. Evitó cualquier enfrentamiento directo con sus adversarios políticos, como la UDN, principal partido de oposición de su administración. Kubitschek también dio amnistía política a los hombres que participaron en las revueltas militares en Aragarças y Jacareanga.

### La construcción de la nueva capital

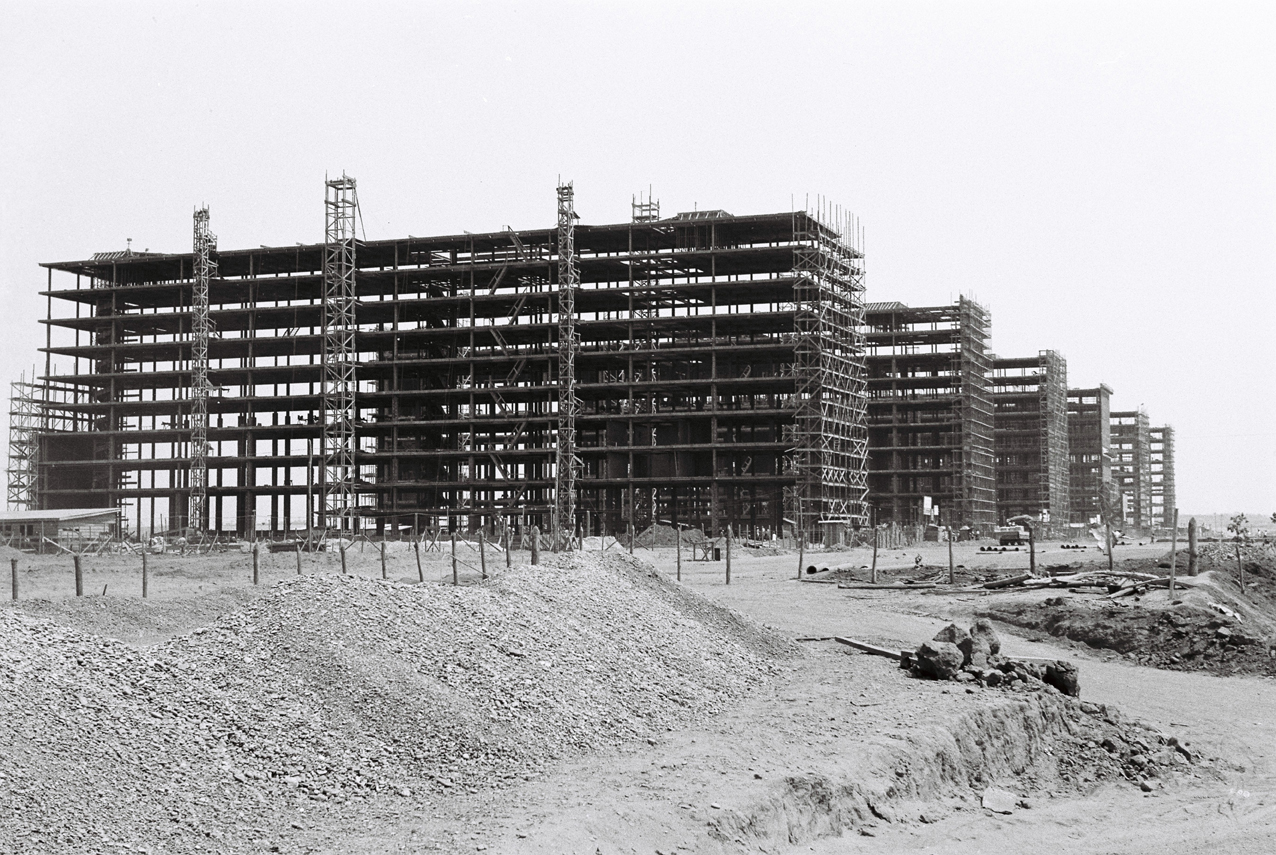
Construcción de Brasilia, 1959.

La idea de construir una nueva capital en el centro geográfico del país ya era algo definido desde las constituciones brasileñas de 1891, 1934 y 1946, sin embargo, no fue hasta 1956 que la construcción comenzó.
La nueva y actual capital brasileña, Brasilia se construyó y se trasladó la administración gubernamental desde Río de Janeiro. La nueva capital fue creada para integrar todas las regiones del país, crear puestos de trabajo y mano de obra absorbe en el noreste brasileño y para estimular la economía de la región Centro-Oeste y Norte. Este proyecto de gran alcance fue prácticamente la obra pública más importante de Kubitschek y la de mayor trascendencia histórica de su mandato.
Los trabajos, dirigidos por los arquitectos Lucio Costa y Oscar Niemeyer, comenzaron en el mes de febrero de 1957. Más de 200 máquinas se pusieron a trabajar y 30 000 trabajadores, provenientes de todas partes del país, especialmente del noreste, fueron quienes dieron forma a tan monumental encargo. La construcción fue efectuada en extenuantes jornadas de trabajo diurnas y nocturnas, todo con el objetivo de terminar Brasilia el 21 de abril de 1960, en un homenaje a la Inconfidência Mineira. Las edificaciones fueron terminadas en 41 meses, antes de la fecha establecida. Tan pronto como fue inaugurada, Brasilia fue considerada una obra maestra del urbanismo moderno y la arquitectura actual.[cita requerida]

### Rebeliones
En su gobierno hubo dos rebeliones: Siendo ambas encabezadas por los mandos de la Fuerza Aérea de Brasil, el 19 de febrero de 1956, tuvo lugar la primera en Jacareacanga, Pará, y el 3 de diciembre de 1959 la segunda, en Goiás Aragarças. Ambas fueron sofocadas rápidamente y sus líderes fueron poco después amnistiados por Kubitschek.[cita requerida]

### Los años dorados de Brasil
Después de la restauración de la democracia en Brasil en 1945, Juscelino Kubitschek y su papel como gobernador de Minas Gerais y en la Presidencia, fueron las referencias de Brasil entre los años 1951 y 1961. Su época estaba en todas partes, en los llamados "años dorados". A lo largo de la década de 1950, la economía brasileña se industrializó rápidamente de las zonas rurales a las urbanas.
En ese momento los aparatos y electrodomésticos se estaban convirtiendo en algo popular, que se comprometió a facilitar la vida en el hogar. Eran de todo tipo, desde cera hasta aspiradoras, automóviles, televisores, radio, tocadiscos portátiles y discos de vinilo. Se llegaron a crear los objetos de las casas de plástico y de fibra sintética, e incluso con muebles con menos ornamentación.
Este estilo de vida se ha creado en los Estados Unidos y fue nombrado el "American Way of Life" (vida americana), y en nombre de la influencia estadounidense durante y después de la propagación de la Segunda Guerra Mundial en todo el mundo.
Mientras todo esto se consolidaba, los medios de comunicación y de entretenimiento se ampliaban. Las estaciones de radio de onda corta llegaban en gran parte del interior de Brasil, y revistas como Reader's Digest u O Cruzeiro, periódicos, novelas, revistas de teatro, programas de radio de espectáculos musicales y de comedia, el periodismo de radio Reportero Esso y comedias y el Atlântida Cinematográfica comedias de Río de Janeiro. El cine brasileño también tuvo su época dorada en la década de 1950, con la Companhia Cinematográfica Vera Cruz, y los premios de la película O Cangaceiro (El bandido), en el extranjero en 1953. Por 1958, la música popular brasileña era muy famosa en el extranjero, especialmente Bossa Nova, creados en el momento, y con éxitos como "Chega de Saudade" de Vinicius de Moraes.
La nueva capital, Brasilia surge de un trabajo conjunto de Juscelino Kubitschek, Lucio Costa y Oscar Niemeyer. En los deportes, el equipo de fútbol de Brasil se consagró por primera vez campeón en 1958 de la Copa Mundial de Fútbol de 1958 en Suecia, en 1959 la selección masculina de baloncesto es campeona en Chile, el boxeador de peso gallo Eder Jofre era campeón mundial de boxeo, en 1959, y la tenista María Bueno ganó Wimbledon y el US Open.
El salario mínimo en 1959 en términos reales, descontando la inflación, es decir, en términos reales, es considerado el más alto en la historia de Brasil.
La edad de oro incentivo el espíritu optimista, consagrando así el gobierno de Juscelino Kubitschek.

### Fin del mandato y sucesor
Las elecciones del 3 de octubre de 1960 fueron ganadas por el candidato de la oposición Jânio Quadros, exgobernador de São Paulo con el apoyo de la UDN. Quadros obtuvo el 48 % de los votos en un total de casi 6 000 000 de votos, la más alta votación registrada por un político brasileño hasta entonces. Kubitschek le dio su apoyo al mariscal Henrique Lott, su ministro de guerra y quien le había asegurado la posesión en 1955. Lott fue el candidato presidencial de la alianza PSD-PTB que había hecho a Goulart candidato a la reelección como vicepresidente de la república. Ademar de Barros, una vez más candidato, Goulart fue elegido vicepresidente de la república.
La ceremonia del traspaso del mando (pasar la banda presidencial a Quadros) se concretó el 31 de enero de 1961, Kubitschek se convirtió en el primer presidente civil desde Arthur Bernardes, elegido por voto directo, que se inició y concluyó su mandato en el plazo fijado por la Constitución. Después de Kubitschek, el primer presidente civil elegido por voto directo para cumplir plenamente su mandato sería Fernando Henrique Cardoso.

## Actividades posteriores a la presidencia
Al dejar el mando presidencial, Kubitschek fue sucedido como presidente por Jânio Quadros el 31 de enero de 1961, y poco después fue elegido senador por el estado de Goiás. Después del golpe militar de 1964 Kubitschek perdió sus derechos políticos en tanto se había opuesto desde hacía muchos años a los políticos derechistas que habían auspiciado el golpe militar, años después salió de Brasil y después volvió a inicios de la década de 1970. Murió en un accidente automovilístico, pero las circunstancias exactas de su fallecimiento siguen siendo un misterio hasta la fecha, y varios simpatizantes de Kubitschek creen hasta hoy que realmente fue asesinado por la dictadura militar, que habría fraguado el supuesto accidente.
Kubitschek fue elegido senador por el estado de Goiás, en 1962. Su deseo era volver a ser candidato para la presidencia en las elecciones previstas para el 3 de octubre de 1965. Su campaña electoral fue "JK-65: A vez da agricultura" (es: "JK-65. El tiempo de la agricultura") la candidatura de Juscelino Kubitschek fue lanzada por el Partido Social Democrático el 20 de marzo de 1964. Los otros candidatos presidenciales era Carlos Lacerda, Brizola y Quadros. Estas aplicaciones fueron abortados por el golpe militar de 1964, también llamada la Revolución de 1964, que comenzó 31 de marzo de 1964.
El 11 de abril de 1964, el Congreso Nacional eligió el general Humberto de Alencar Castelo Branco, presidente de la república y el viejo amigo de Kubitschek de tiempo en el seminario de Diamantina, José María Alkmin, como vicepresidente de la república. Kubitschek, a condición de senador de Goiás, votaron a Castelo Branco y Alkimin.
Acusado de corrupción y de ser respaldado por los comunistas, se les fueron retirados sus derechos políticos, el 8 de junio de 1964, perdiendo el cargo de senador de Goiás luego comenzó a visitar las ciudades de los Estados Unidos y Europa en un exilio voluntario.
Volvió a Brasil, poco después de concretarse las elecciones del 3 de octubre de 1965, ganó las elecciones un gobernador de Guanabara y Minas General, poco tiempo estuvo el expresidente en Brasil, ya que poco más tarde va de vuelta al exilio. Después de este impuesto segundo auto-exilio, sin duda regresó a Brasil en 1967.
Trató de regresar en 1965, pero debido a los militares se lo impidieron. Regresó en junio del año siguiente y pudo estar en Brasil por 72 horas con la autorización de los militares para asistir al funeral de su hermana. En 1971 murió su madre Júlia Kubitschek, tenía más de noventa años de edad.
Kubitschek deseaba regresar a la política, después de diez años sin los derechos políticos. Para disuadir a sus seguidores, los militares usaron los fantasmas de las acusaciones de corrupción, así se lo desacreditó políticamente. Amenazaron con investigaciones sobre casos de malas inversiones, así lo tenían amenazado.
En junio de 1974 fue elegido miembro de Academia de Minas de las Artes. Recibió el 18 de junio de 1976 el premio Juca Pato de la Unión Brasileña de Escritores.
Un año antes de su muerte, su nombre fue prohibido en la televisión brasileña. Por lo tanto, la telenovela Escalada de 1975 de la Rede Globo, fue tratado el tema de la construcción de Brasilia, no podía mencionar su nombre. El recurso utilizado por el autor Lauro César Muniz fue mostrar a los personajes silbando la canción "Peixe-Vivo", que identifica al expresidente.

## Fallecimiento
Murió el 22 de agosto de 1976 cuando iba de viaje por el km 328 de la autopista Presidente Dutra, mientras viajaba en coche desde São Paulo a Río de Janeiro, su coche se estrelló y murió en el instante, su automóvil chocó con un camión de yeso. Se rumoreó que enemigos políticos habrían saboteado su vehículo.
Unas 300 000 personas asistieron a su funeral en Brasilia, donde la multitud cantaba la canción que lo identifica, "Peixe Vivo". Sus restos descansan en el Memorial JK, construido en 1981 en la capital federal de Brasil, Brasilia, que él fundó.
El 26 de abril de 2000 el exgobernador de Río de Janeiro, Leonel Brizola, alegó que los expresidentes de Brasil, João Goulart y Juscelino Kubitschek, fueron asesinados como parte de la Operación Cóndor, y pidió la apertura de investigaciones sobre sus muertes. Se suponía que habían muerto de un ataque cardíaco y un accidente de coche, respectivamente. Estas acusaciones fueron descartadas en 2013 por la Comisión Nacional de la Verdad, la cual concluyó que no hay pruebas materiales que confirmen la teoría de que el expresidente hubiera sido asesinado.

## Vida privada
Aunque poco se sabe al respecto, se reconoce que Juscelino Kubitschek estaba interesado en la espiritualidad (y otras líneas alternativas), pese a que se había declarado católico. Nunca se ha averiguado estos rasgos del presidente, pero sí se sabe que llegó a trabar amistad con Zé Arigó y Chico Xavier. Kubitschek y Arigó se reunieron a principios de 1950 (cuando era gobernador de Minas Gerais), por medio de João Goulart. Arigó pertenecía a los mineros del sindicato de Congonhas. Pero fue durante su presidencia que la amistad entre Kubitschek y Zé Arigó aumentó. Pero este último fue arrestado en 1958, bajo los cargos de brujería y práctica ilegal de la medicina. En mayo de ese año, Kubitschek lo indultó.
En la década de 1960, Arigó devolvió el gesto de apoyo de Kubitschek, cuando le curó una severa infección renal a Marcia Kubitschek. Arigó la examinó y sin saber siquiera muy bien lo que era, le recetó un remedio natural que solo estaba disponible en Alemania. Ella se curó completamente de este problema. La amistad entre Kubitschek y Arigó permaneció incluso durante el exilio del expresidente. En ese momento, ellos intercambiaron correspondencia. Con Chico Xavier, la relación fue más allá de la amistad, se llegó a establecer un vínculo de asesoramiento y apoyo espiritual en momentos difíciles durante la presidencia de Kubitschek.
Se dice que Juscelino Kubitschek tenía una personalidad predominantemente gentil, amable y divertida. Es considerado como el primer presidente y el último de los "alegres". Logrado articular la formación de alianzas con algunos políticos sin relaciones espurias. "Era un hombre hecho a sí mismo, una locomotora humana", se decía también. Siempre tuvo un marcado éxito en los proyectos que él desarrolló.

## Homenajes

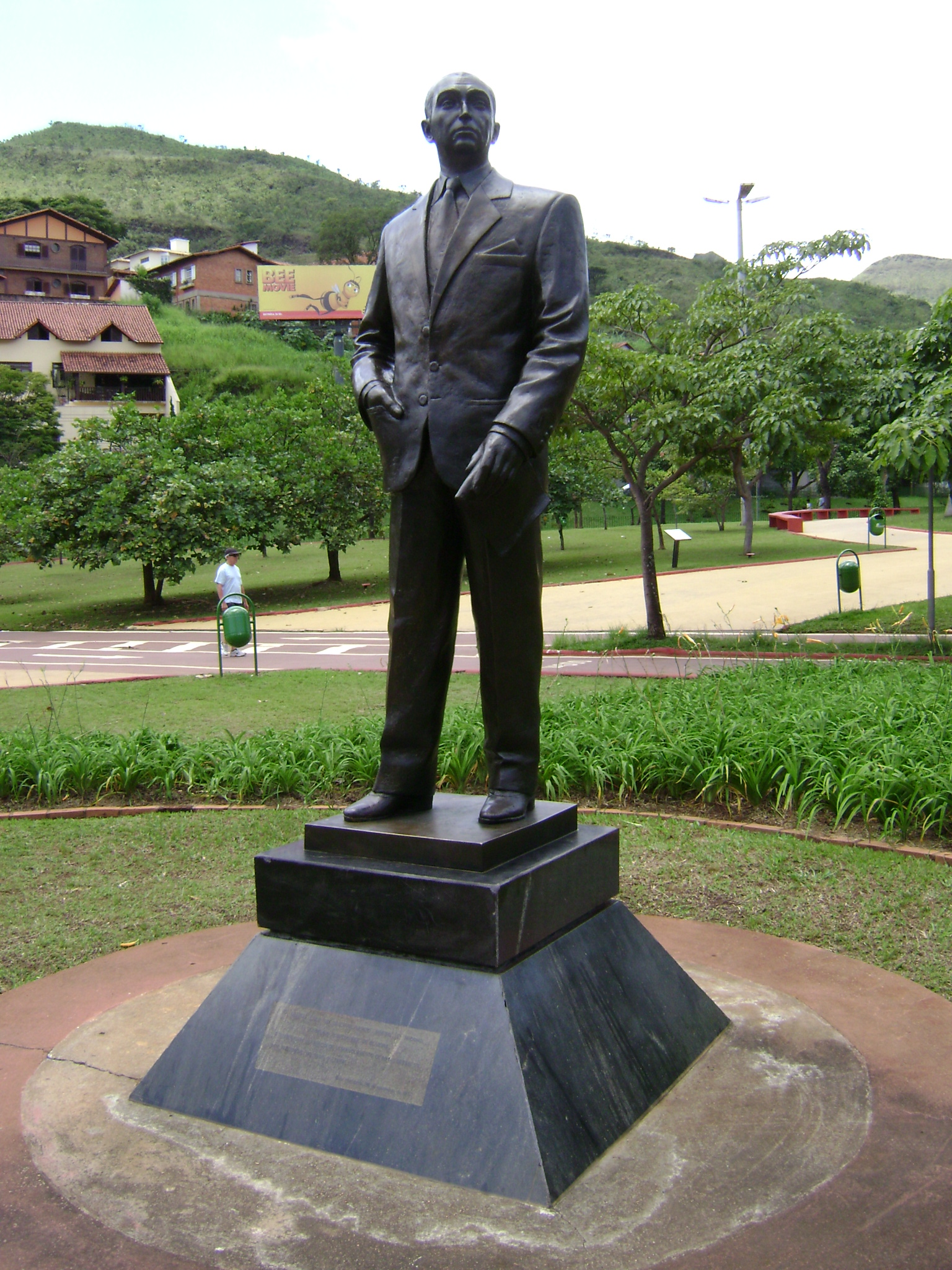
Estatua de Juscelino Kubitschek en Belo Horizonte.

La carrera, vida y política de Juscelino Kubitschek ha sido plasmada en muchos libros, y del 3 de enero hasta el 24 de marzo de 2006, fue realizada una miniserie de Globo, titulado JK.
Juscelino Kubitschek fue retratado como un personaje en el cine y la televisión, interpretado por José de Abreu en la película JK - Beautiful Night to Fly (2005), y José Wilker y Wagner Moura en la miniserie televisiva "JK" en 2006.
Su retrato se encuentra impreso en los recibos de Cz$ 100 (cem cruzados), de 1986, y tenía su retrato en la parte posterior de las monedas acuñadas a partir de una real, lanzada en 2002 en Brasil, en conmemoración del centenario de su nacimiento.
Hoy en día existen varias obras públicas con su nombre: la carretera que une Juscelino Kubitschek de Brasilia a Río de Janeiro (ciudad), el Aeropuerto Internacional Presidente Juscelino Kubitschek, la ruta Presidente Juscelino Kubitschek que incluye el tramo de la BR-020 entre Formosa (Goiás) y Fortaleza, y las ciudades de Presidente Juscelino (Minas Gerais) y Presidente Juscelino (Maranhão), fueron nombradas en su honor.
También, dos de las principales avenidas de la ciudad de Asunción, capital de la república del Paraguay; llevan el nombre de "Juscelino Kubitschek" y "Brasilia".
Existe una distinción llamada "Premio Juscelino Kubitschek", que consta de la entrega de una bolsa con 100 000 dólares a aquella entidad o institución que haya hecho destacables contribuciones para ayudar al desarrollo económico y social de América Latina y el Caribe.